# Tony Tost
Tony Tost (* 27. Juli 1975 in Springfield, Missouri) ist ein US-amerikanischer Filmregisseur, Dichter, Kritiker und Drehbuchautor.

## Leben
Tony Tost wurde 1975 in Springfield in Missouri geboren und wuchs in Enumclaw in Washington auf. Er ist Absolvent des Green River Community College in Auburn, Washington, und des College of the Ozarks in Pt. Aussicht, Missouri. Seinen Master of Fine Arts machte er an der University of Arkansas. Seine erste Gedichtsammlung Invisible Bride wurde 2003 mit dem Walt Whitman Award ausgezeichnet. Seine zweite Gedichtsammlung Complex Sleep wurde 2008 von der University of Iowa Press veröffentlicht.
Für die Fernsehserien Damnation und Longmire war er als Entwickler und Drehbuchautor tätig. Bei Americana, mit Sydney Sweeney, Paul Walter Hauser, Eric Dane und Zahn McClarnon in den Hauptrollen, gab Tost sein Filmdebüt als Regisseur. Der Film feierte im März 2023 beim South by Southwest Film Festival seine Premiere.
Derzeit lebt Tost in Durham in North Carolina.

## Filmografie
- 2012–2016: Longmire (Fernsehserie, Drehbuch für 15 Folgen)
- 2017–2018: Damnation (Fernsehserie, Drehbuch für 10 Folgen)
- 2019: The Terror (Fernsehserie, Drehbuch für zwei Folgen)
- 2023: Americana (Drehbuch und Regie)
- 2025: Poker Face (Showrunner, Executive Producer, Drehbuch für eine Folge)

## Werke
- Tony Tost: Invisible Bride. Louisiana State University Press, 2004.
- Tony Tost: Complex Sleep, University of Iowa Press, 2008.

## Auszeichnungen
Walt Whitman Award
- 2003: Auszeichnung (Invisible Bride)

Writers Guild of America Award
- 2020: Nominierung in der Kategorie Long Form – Original (The Terror)[3]